# Adejeania bicaudata
Adejeania bicaudata là một loài ruồi trong họ Tachinidae.